# Walter Herrmann
Walter Herrmann Heinrich (Venado Tuerto, Santa Fe, Argentina, 26 de junio de 1979) es un exjugador argentino de baloncesto. con 2,05 metros de altura, jugaba en la posición de alero.
Ganador de diversos títulos y medallas con su selección, fue parte de la camada de jugadores argentinos pertenecientes a la que se denominó La Generación Dorada.

## Trayectoria

### Inicios
Sus comienzos fueron en el Club Unión Deportiva Chanta 4 Sarmiento, luego en el Centenario F.B.C. y después en el Olimpia B.B.C.(todos de Venado Tuerto), desde 1996 hasta el año 2000. Esa temporada fichó por el Atenas de Córdoba, club en el cual termina siendo gran figura, justamente en el año del retiro de Marcelo Milanesio, icono máximo del club, obteniendo en esa recordada final el 13 de mayo de 2002, el premio a MVP de las finales 2001/2002 de la Liga Nacional de Básquet (Argentina). Luego de esas finales llegó la inevitable llegada al basquetbol europeo, al CB Fuenlabrada  que le echó el ojo y le fichó para su plantilla. Por entonces, era un completo desconocido en el mercado europeo, y acabó siendo el máximo anotador y MVP de la temporada. En 2003 da el salto a un grande, firmando con Unicaja Málaga, hasta 2006, con el que consiguió una Copa del Rey en 2005 y una Liga ACB en 2006.

### NBA
En 2006, Charlotte Bobcats de la NBA le firma un contrato de un año a razón de dos millones de dólares. Aunque en un principio no contaba para nada en el equipo, a partir del año 2007 comenzó a despuntar saliendo desde el banquillo, y posteriormente haciéndose con un sitio en el quinteto titular. En marzo de 2007, ganó el premio al mejor rookie del mes, promediando en 13 partidos 12.1 puntos por partido y 4.2 rebotes. Finalmente, Herrmann terminó la temporada promediando más de 9 puntos por noche.
Herrmann fue incluido en el segundo mejor quinteto de rookies tras finalizar la temporada regular. El 14 de diciembre de 2007 es traspasado a Detroit Pistons junto a Primoz Brezec a cambio de Nazr Mohammed. A pesar del rol aún más marginal que posee en la "Motown", Walter es un jugador con una capacidad para explotar su juego de alero inimaginable, su gran tamaño de mano le ayuda a hacer espectaculares acciones que se traducen en buenas asistencias o estéticos mates, además, es conocido por su gran efectividad desde los lanzamientos triples. En la ACB, en el Unicaja de Scariolo desarrolló una faceta triplística desde la esquina del 6,25 que resulta letal para un jugador de su condición física. Walter también es admirado por la afición española por su peculiar mate el cual lo hizo simplemente portando su ropa interior.

### Vuelta a la ACB
En 2009 vuelve a la ACB. Herrmann ficharía por el Caja Laboral durante cuatro temporadas tras no recibir oferta del Unicaja de Málaga, equipo que ejercía el derecho de tanteo sobre el jugador argentino.

### Vuelta a Argentina
A la edad de 32 años y tras 16 meses inactivo, vuelve a Argentina para jugar en la liga local de su ciudad natal, Venado Tuerto, con el Unión Deportiva.
El 30 de mayo de 2013 Atenas de Córdoba, el club más ganador de la historia del básquet argentino, anunció la contratación de Walter Herrmann para la próxima edición de la Liga Nacional de básquetbol. Su mejor partido desde su vuelta fue ante Lanús, donde el alero argentino hizo 49 puntos, 7 rebotes, 3 asistencias, 3/6 en triples y 9 faltas recibidas para 59 de valoración.

### Su paso por el Flamengo de Brasil
En julio de 2014 ficha con el Flamengo un contrato por un año. Con el club carioca conquista el campeonato de Liga de la temporada 2014-15 y se alza con la Copa Intercontinental de ese año, derrotando al Maccabi Tel Aviv de Israel (campeón europeo) en las finales.

### San Lorenzo de Almagro
El 3 de agosto de 2015, se convirtió oficialmente en la nueva incorporación del plantel con el que San Lorenzo de Almagro jugó la Liga Nacional de básquetbol 2015/16. El equipo tenía a Julio Lamas como entrenador y lo acompañaban jugadores de gran nivel como Marcos Mata, Nicolás Aguirre y Lucas Faggiano.
Con San Lorenzo fue campeón de la Liga Nacional esa temporada, siendo elegido como MVP de las  finales.
 Después de obtener el título dejó el club del cual es hincha.

### Últimos años
El 23 de agosto de 2016 fichó para Obras Basket.
En junio de 2018 firmó contrato con Atenas de Córdoba.

## Estadísticas de su carrera en la NBA

### Temporada regular
| Año     | Equipo    | PJ  | PT | MPP  | %TC  | %3P  | %TL  | RPP | APP | ROB | TPP | PPP |
| ------- | --------- | --- | -- | ---- | ---- | ---- | ---- | --- | --- | --- | --- | --- |
| 2006–07 | Charlotte | 48  | 12 | 19.5 | .527 | .461 | .774 | 2.9 | .5  | .3  | .2  | 9.2 |
| 2007–08 | Charlotte | 17  | 0  | 10.2 | .385 | .346 | .900 | 2.1 | .2  | .2  | .0  | 4.0 |
| 2007–08 | Detroit   | 28  | 0  | 7.1  | .392 | .289 | .800 | 1.3 | .5  | .1  | .0  | 3.0 |
| 2008–09 | Detroit   | 59  | 0  | 10.7 | .396 | .342 | .760 | 1.8 | .4  | .1  | .1  | 3.8 |
| Total   | Total     | 152 | 12 | 12.8 | .458 | .381 | .786 | 2.1 | .4  | .2  | .0  | 5.4 |

### Playoffs
| Año   | Equipo  | PJ | PT | MPP | %TC  | %3P   | %TL  | RPP | APP | ROB | TPP | PPP |
| ----- | ------- | -- | -- | --- | ---- | ----- | ---- | --- | --- | --- | --- | --- |
| 2008  | Detroit | 4  | 0  | 6.8 | .250 | 1.000 | .500 | .3  | .0  | .0  | .0  | 1.3 |
| 2009  | Detroit | 4  | 0  | 5.5 | .375 | .500  | .000 | .3  | .0  | .0  | .0  | 2.0 |
| Total | Total   | 8  | 0  | 6.2 | .333 | .600  | .500 | .3  | .0  | .0  | .0  | 1.7 |

## Títulos
- 2001/2002 Campeón de la Liga Nacional con Atenas de Córdoba.
- 2001 Campeón Sudamericano con Argentina, en el Sudamericano de Chile 2001.
- 2004 Campeón Sudamericano con Argentina, en el Sudamericano de Brasil 2004.
- 2004 Campeón Olímpico con Argentina en Atenas.
- 2005 Campeón de la Copa del Rey de España con Unicaja Málaga.
- 2005/2006 Campeón de la Liga ACB de España con Unicaja Málaga.
- Campeón de la Liga ACB 2009-10 con el Baskonia.
- Campeón de la Copa Intercontinental FIBA 2014 con el Flamengo.
- Campeón de la Liga Brasileña 2014-15 con el Flamengo.
- Campeón de la Liga Nacional de Básquet 2015-16 con San Lorenzo de Almagro..

## Vida personal
Nació el 26 de junio de 1979 en Venado Tuerto, Provincia de Santa Fe, Argentina. Es el primer hijo de Héctor Herrmann y María Cristina Heinrich. Tiene dos hermanas, Bárbara y Jorgelina. Desde chico, por su altura, supo que sería jugador de básquet, y desde que tiene memoria “siempre tuve una pelota naranja en las manos para picar contra el piso e intentar encestar en un aro”.
Herrmann sufrió una enorme tragedia el 19 de julio de 2003. Su familia viajaba en automóvil por una carretera cuando de repente apareció otro vehículo de frente, al que no vieron por la neblina que se había levantado. Los tres pasajeros fallecieron al instante víctimas del impacto de los coches. Cristina Heinrich, madre de Walter, su hermana Bárbara, y Yanina Garrone, novia del jugador, fueron las víctimas del accidente.
El 18 de julio de 2004, justo un año después del trágico accidente, Herrmann fue el máximo anotador en el histórico triunfo de Argentina ante Brasil en la final del Campeonato Sudamericano de Baloncesto jugado en aquel país, donde Argentina venció a los anfitriones por 95 a 78 y el venadense tuvo una de sus mejores noches jugando para la selección nacional: 37 puntos, 11 rebotes y 5/9 triples. Pocas horas después del partido se enteraba del fallecimiento de su padre a causa de un ataque cardíaco, otro suceso  de características similares.
Está casado con la española Elena, médica malagueña hija del podólogo del club de baloncesto Unicaja Málaga en el que militara Herrmann antes de irse a la NBA. Con ella tiene una hija llamada Bárbara, un nombre cargado de significado en la vida del deportista, ya que así se llamaba su hermana. Es la primera hija de la pareja, aunque no el primer hijo del argentino, que tiene otro, Federico, fruto de una relación anterior y que también vive en Argentina con su madre.